# But-2-yn
But-2-yn (dimethylacetylen, crotonylen) là một alkyn có công thức hóa học CH
3C≡CCH
3. But-2-yn là chất tổng hợp nhân tạo, ở nhiệt độ và áp suất tiêu chuẩn tồn tại ở thể lỏng, không màu, dễ bay hơi, mùi cay nồng.
But-2-yn (dimethylethyn), dec-5-yn (dibutylethyn), oct-4-yn (dipropylethyn) và hex-3-yn (diethylethyn) là các alkyn đối xứng.

## Tổng hợp
But-2-yn tổng hợp bằng phản ứng chuyển vị ethylacetylen trong dung dịch kali hydroxide trong ethanol.

## Ứng dụng
But-2-yn cùng với propyn được sử dụng để tổng hợp hydroquinone alkyl hóa trong chu trình tổng hợp vitamin E.